# Tatamailau
Tatamailau (en tetum: Foho Tatamailau; en portugués: Monte Ramelau o Monte Tatamailau) es la montaña más alta en Timor Oriental y en la isla de Timor con 2963 m (9721 pies). La montaña está situada a unos 70 km (43 millas) de la capital, Dili, en el distrito de Ermera. En la época colonial portuguesa fue considerada la montaña más alta de Portugal, y de hecho, de todo el imperio colonial portugués, ya que la montaña más alta de Portugal tenía una altura más modesta. El nombre de "Tatamailau" es de origen Mambai, una lengua local y significa "abuelo de todos". "Ramelau" es el nombre del macizo donde esta la montaña. El Tatamailau está dedicado a la Virgen María y allí se realiza la peregrinación anual que conmemora la Anunciación de la Bienaventurada Virgen María, alrededor del 25 de marzo. Hay una estatua de tres metros de altura de la Virgen María en la cumbre, que fue traída de Italia y fue construida durante la ocupación Indonesia en 1997.